# Günther Beitzke
Günther Heinrich Peter Georg Beitzke (* 26. April 1909 in Freiburg i. Br.; † 16. Juni 2004 in Bonn) war ein deutscher Rechtswissenschaftler und Hochschullehrer. Seit 1922 besaß er zudem die österreichische Staatsangehörigkeit.

## Werdegang
Beitzke, Sohn des Pathologen Hermann Beitzke (1875–1953), studierte Rechtswissenschaften in Berlin, München und Kiel. 1933 wurde er mit einer von Walther Schücking betreuten Dissertation über Die Rechtsstellung der Bank für Internationalen Zahlungsausgleich promoviert. Die Habilitation folgte bereits 1937 in Gießen mit einer Arbeit über Juristische Personen im Internationalprivatrecht und Fremdenrecht, die von Rolf Dietz betreut wurde.
1939 wurde Beitzke zum außerordentlichen Professor an der Universität Jena ernannt. Er verlor diese Position jedoch bereits 1941 wieder, als er sich weigerte, aus der Kirche auszutreten. Damit einher ging der Verlust der Freistellung vom Wehrdienst, so dass Beitzke von 1941 bis 1945 am Zweiten Weltkrieg teilnahm. Aus der Kriegsgefangenschaft zurückgekehrt, nahm Beitzke seine Lehrtätigkeit an der Universität Göttingen wieder auf. 1959 nahm er einen Ruf an die Universität Bonn an.
Schwerpunkt seiner wissenschaftlichen Tätigkeit war neben dem Internationalen Privatrecht das Familienrecht. Hier war er maßgebend an der Familienrechtsreform und der Einführung des Zerrüttungsprinzips beteiligt.
Beitzke gilt als Begründer der sogenannten Kombinationslehre im Internationalen Gesellschaftsrecht. Dieser Lehre zufolge muss für eine wirksame Sitzverlegung einer Gesellschaft das Sachrecht sowohl des Wegzugs- wie auch des Zuzugsstaates diese Verlegung gestatten.

## Ehrungen
- 1971: Ehrendoktorwürde der Universität Reykjavik
- 1972: Ehrendoktorwürde der Universität Bordeaux
- 1983: Großes Verdienstkreuz der Bundesrepublik Deutschland
- 2001: Ehrendoktorwürde der Universität Wien